# Orthosia himalaya
Orthosia himalaya är en fjärilsart som beskrevs av Márton Hreblay och Ronkay 1998. Arten ingår i släktet Orthosia och familjen nattflyn.